# 圣卡普赖德莱尔姆
圣卡普赖德莱尔姆（法語：Saint-Caprais-de-Lerm，法語發音：[sɛ̃ kapʁɛ də lɛʁm]）是法国洛特-加龙省的一个市镇，位于该省东南部，省会阿让市区以东约13公里，属于阿让区和阿让城市圈公共社区。

## 地理
圣卡普赖德莱尔姆（44°12'47"N, 0°44'37"E）面积13.6 平方千米，位于法国新阿基坦大区洛特-加龍省，该省份为法国西南部内陆省份，北起多爾多涅省，西接吉倫特省和朗德省，南至热尔省，东临塔恩-加龙省和洛特省。
与圣卡普赖德莱尔姆接壤的市镇（或旧市镇、城区）包括：博南孔特尔、卡斯泰尔屈利耶、皮米罗勒、圣皮埃尔-德克莱拉克、圣罗贝尔、索瓦尼亚、拉索沃塔德萨韦尔。
圣卡普赖德莱尔姆的时区为UTC+01:00、UTC+02:00（夏令时）。

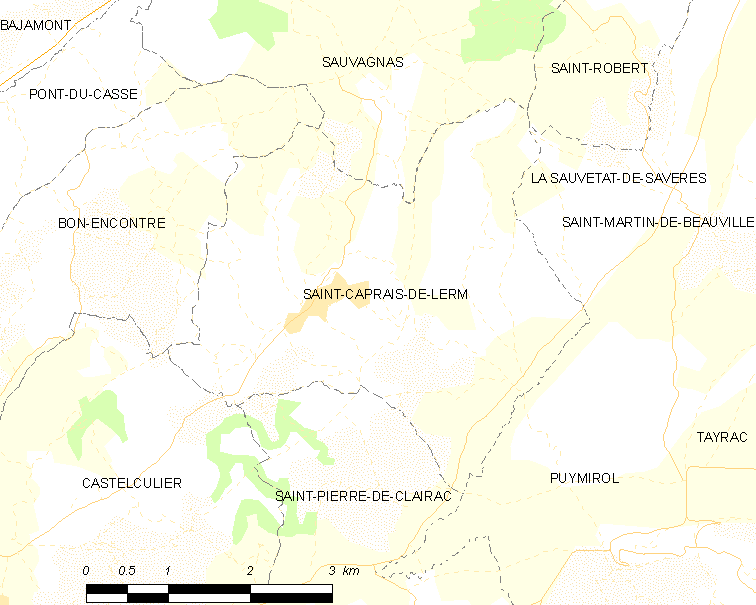
圣卡普赖德莱尔姆的OSM定位图

## 行政
圣卡普赖德莱尔姆的邮政编码为47270，INSEE市镇编码为47234。

## 政治
圣卡普赖德莱尔姆所属的省级选区为东南阿日奈县。

## 交通
洛特-加龙省省道D269线经过圣卡普赖德莱尔姆镇中心，并在境内东部与D215线交汇。

## 人口

1962-2008年间圣卡普赖德莱尔姆人口变化图示

圣卡普赖德莱尔姆于2022年1月1日时的人口数量为703人。